# Central Asian Stock Exchange
Die Central Asian Stock Exchange (CASE) ist ein in der Republik Tadschikistan tätiges Finanzinstitut – wurde im April 2015 als Wertpapierbörse des Landes gegründet. Sie hat ihren Sitz in der Hauptstadt Dushanbe.
Hauptziel von CASE ist die Schaffung eines komfortablen, transparenten und sicheren Investitionsumfelds für in- und ausländische Investoren, die Schaffung von Möglichkeiten zur kurz- und langfristigen Kapitalbeschaffung für Unternehmen zu günstigeren Konditionen und die Bereitstellung modernster Technologie für professionelle Börsenteilnehmer. Die im Handelsraum abgeschlossenen Transaktionen sind garantiert und fördern Offenheit und Transparenz im Aktienhandel.
Derzeit sind knapp 40 Unternehmen gelistet.

## Geschichte
Gegründet im April 2015 als Plattform für den organisierten Wertpapierhandel im Land. Das britische Unternehmen GMEX Group ist einer der Anteilseigner von CASE. In Tadschikistan werden Wertpapiertransaktionen hauptsächlich zwischen Banken abgewickelt, wobei entweder Wertpapiere der Zentralbank oder Schatzanweisungen des Finanzministeriums gehandelt werden. Auf der offiziellen Website von CASE sind keine Aktien oder Staatspapiere notiert, und in der Anleihenliste ist nur ein Eintrag aufgeführt, der Anleihen der Eskhata Bank enthält. Daher ist es nicht möglich, das Gesamtvolumen des Marktes zu beschreiben.
„Die sechs zentralasiatischen Börsen ( Kazakhstan Stock Exhange (KASE) ,  Astana International Exchange (AIX) ,  Toshkent Republican Stock Exchange ,  Kyrgyz Stock Exchange (KSE) ,  Central Asian Stock Exchange (CASE) ,  Ashgabat Stock Exchange ) erleben im Jahr 2023 laut dem kasachischen Medienunternehmen Kursiv einen regelrechten Boom. Der Handel sei durch die Erholung nach der Covid-Pandemie und die zunehmende Bedeutung der fünf „Stans“ als Produktions- und Transitländer aufgrund der vom Westen verhängten Sanktionen gegen die russische Wirtschaft getrieben worden, so die Publikation. Die Gesamtkapitalisierung der an den zentralasiatischen Börsen gehandelten Unternehmen übersteige mittlerweile 100 Milliarden US-Dollar, hieß es.“

## Mitgliedschaften
Sie ist Teil der:
- Sustainable Stock Exchanges Initiative[1]